# Rateska Reka
Rateska Reka (makedonska: Ратеска Река) är ett vattendrag i Nordmakedonien.   Det rinner genom kommunen Berovo, i den östra delen av landet, 120 kilometer öster om huvudstaden Skopje.